# Goh Uteuen Pineueng
Goh Uteuen Pineueng är ett berg i Indonesien.   Det ligger i provinsen Aceh, i den västra delen av landet, 1 800 km nordväst om huvudstaden Jakarta. Toppen på Goh Uteuen Pineueng är 333 meter över havet.
Terrängen runt Goh Uteuen Pineueng är huvudsakligen kuperad, men åt nordost är den platt. Havet är nära Goh Uteuen Pineueng åt nordost. Runt Goh Uteuen Pineueng är det ganska glesbefolkat, med 22 invånare per kvadratkilometer. Närmaste större samhälle är Banda Aceh, 17,1 km väster om Goh Uteuen Pineueng. Omgivningarna runt Goh Uteuen Pineueng är en mosaik av jordbruksmark och naturlig växtlighet.